# Johann Peter Lyser
Johann Peter Lyser, eigentlich Ludewig Peter August Burmeister, auch Lyser-Burmeister (* 4. Oktober 1804 in Flensburg; † 29. Januar 1870 in Altona) war ein deutscher Schriftsteller und Maler. Er benutzte die Pseudonyme Luca fa presto und Hilarius Paukenschläger.

## Leben
Johann Peter Lyser wurde als Sohn des Schauspielers Friedrich Burmeister und dessen Frau L(o)uise Catharina Marie geboren. Sein Familienname Lyser geht auf seinen Stiefvater Friedrich Lyser zurück, der ebenfalls Schauspieler war.
Lyser führte ein Wanderleben als Buchdrucker, Dekorationsmaler, Zeichenlehrer und als Musikkritiker bei der von Robert Schumann herausgegebenen Neuen Zeitschrift für Musik. Er verlebte Jugendjahre in Altona, wo der Stiefvater Mitdirektor des Stadttheaters war. Ab 1819 folgte er dem Stiefvater ans großherzogliche Hoftheater nach Schwerin, wirkte dort als Kostümzeichner, Dekorationsmaler und Theaterpoet, begegnete dem (Theatergrafen) Karl v. Hahn (wieder) und wurde von jenem protegiert.
Das Musizieren musste er von seinem 18. Lebensjahr an wegen Taubheit aufgeben; er geriet in Schulden und wurde von Felix Mendelssohn Bartholdy aus der Schuldhaft befreit. Für seinen unvollendeten Lebens- und Künstlerroman Benjamin wählte er das Motto: „Er war ein Kind seiner Zeit. Sie hob ihn, sie trug ihn und sie ließ ihn fallen.“
Er war mit Heinrich Heine befreundet, der sich für ihn einsetzte. Anfang 1844 hielt er sich in Leipzig auf und zählte zum Kreis der Personen, die sich regelmäßig mit Schumann in der Restauration Zum Kaffeebaum trafen. Clara Schumann vertonte seine Lieder eines wandernden Malers. Durch sein ganzes Leben zieht sich sein Schaffen für das Kinderbuch, wie Nanette, die junge Waise aus seinem Band Das Buch der Mährchen oder Der dumme Gottlieb in Des Knaben Wunderhorn (1834). Er schuf eines der bekanntesten zeitgenössischen Beethoven-Porträts. Er starb im Krankenhaus von Altona, wo er auf Kosten des Armenhauses aufgenommen worden war.

## Familie

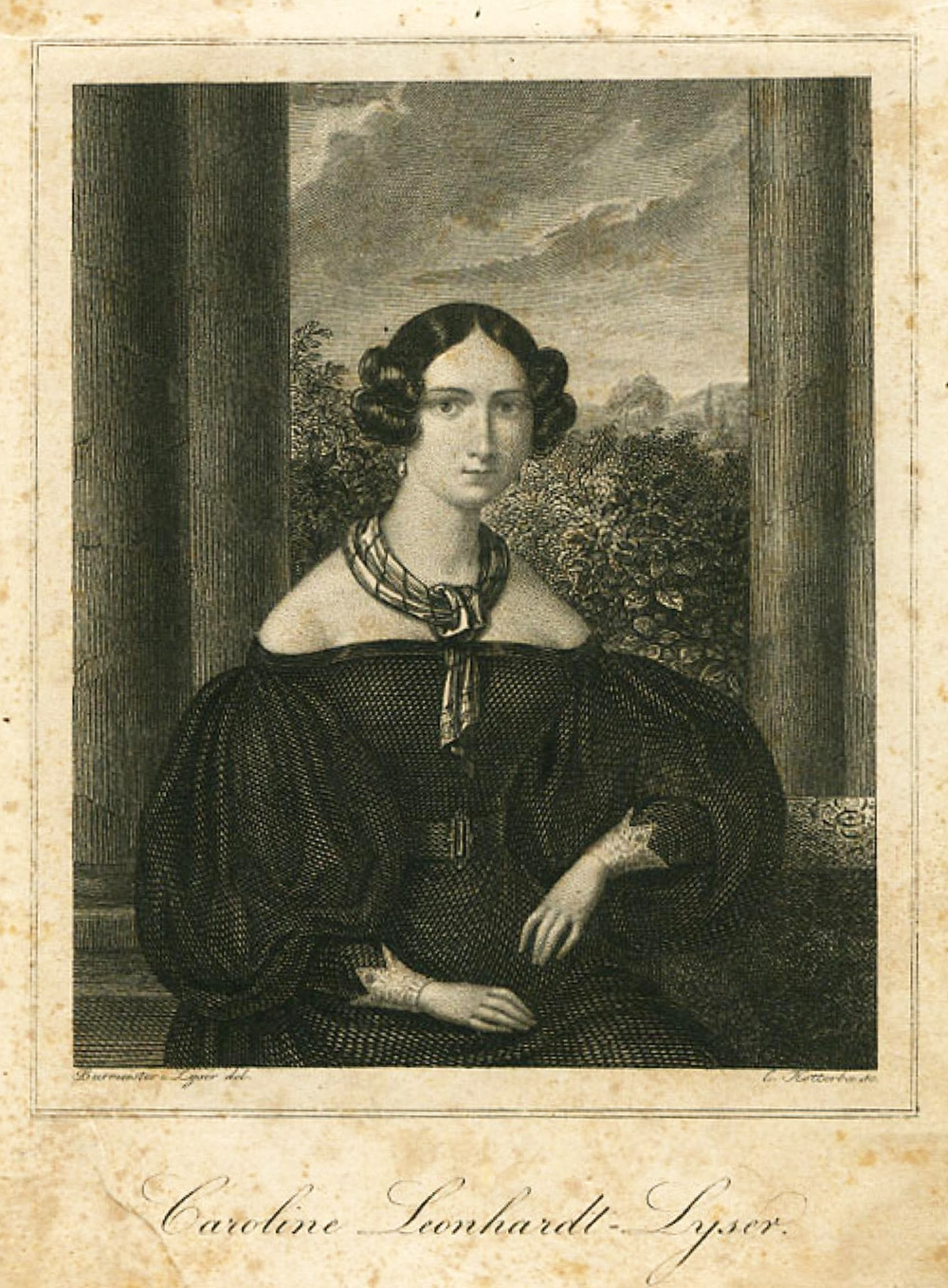
Caroline Leonhardt während ihrer Ehe mit Johann Peter Lyser

Lyser heiratete 1836 die Schriftstellerin Karoline Leonhardt. Die Ehe war nicht glücklich und wurde 1842 wieder geschieden. Der Publizist und Mitbegründer der ersten satirischen Blätter der Arbeiterbewegung in Deutschland, Gustav Lyser (1840–1909), der 1874 in die USA auswanderte, war beider Sohn. Die Tochter aus dieser Ehe, Dorothea, heiratete den Pädagogen und Schriftsteller Ludwig Bauer.

## Zitat
Zu seinem Hauptberuf des Satirikers schrieb er in seinem Roman Benjamin:
„Ein Schaf duldet, ein Egoist zuckt die Achseln und läßt es gehen, wie es will; ein braver Kerl schlägt drein.“

## Werke (in Auswahl)
- Benjamin. Ein Roman aus der Mappe eines tauben Malers. Hoffmann und Campe, Hamburg 1830. (Digitalisat) Eine zweite Auflage erschien 1920 ebenfalls bei Hoffmann und Campe.
- J. P. Lyser's ausführliche Erklärung der Hogarthischen Kupferstiche, mit verkleinerten aber vollständigen Copien. Dieterich, Göttingen 1794. (Digitalisat)
- Das Buch der Mährchen für Töchter und Söhne gebildeter Stände. Wigand, Leipzig 1834.
- Novellen. Wigand, Leipzig 1834. (Digitalisat)
- Kunstnovellen. Wigand, Leipzig 1835. (Digitalisat)
- Das Buch vom Rübezahl. Eine vollständige Sammlung aller Volks-Mährchen aus dem Riesengebirge. Wigand, Leipzig 1834. (Digitalisat)
- Neue Kunst-Novellen. Sauerländer, Frankfurt am Main 1837
  - Band 1 (Digitalisat)
  - Band 2 (Digitalisat)
- Naturgeschichte des Musikanten. von Hilarius Paukenschläger. Binder, Leipzig 1843. (Digitalisat)
- De dree Jungfern un de dree Rathsherrn, oder: datt groote Karkthorn-Knopp-Schüüern to Altona. Een plattdütsches Mährchen. Berendsohn, Hamburg 1855. (Digitalisat)
- General-Ubersicht der Geschichte der Musik in Europa, namentlich in Bezug auf Deutschland seit dem Jahre 1791 bis zum Schlusse des Jahres 1855. Trupp, Hamburg 1856.